# Eslabón de Hopf

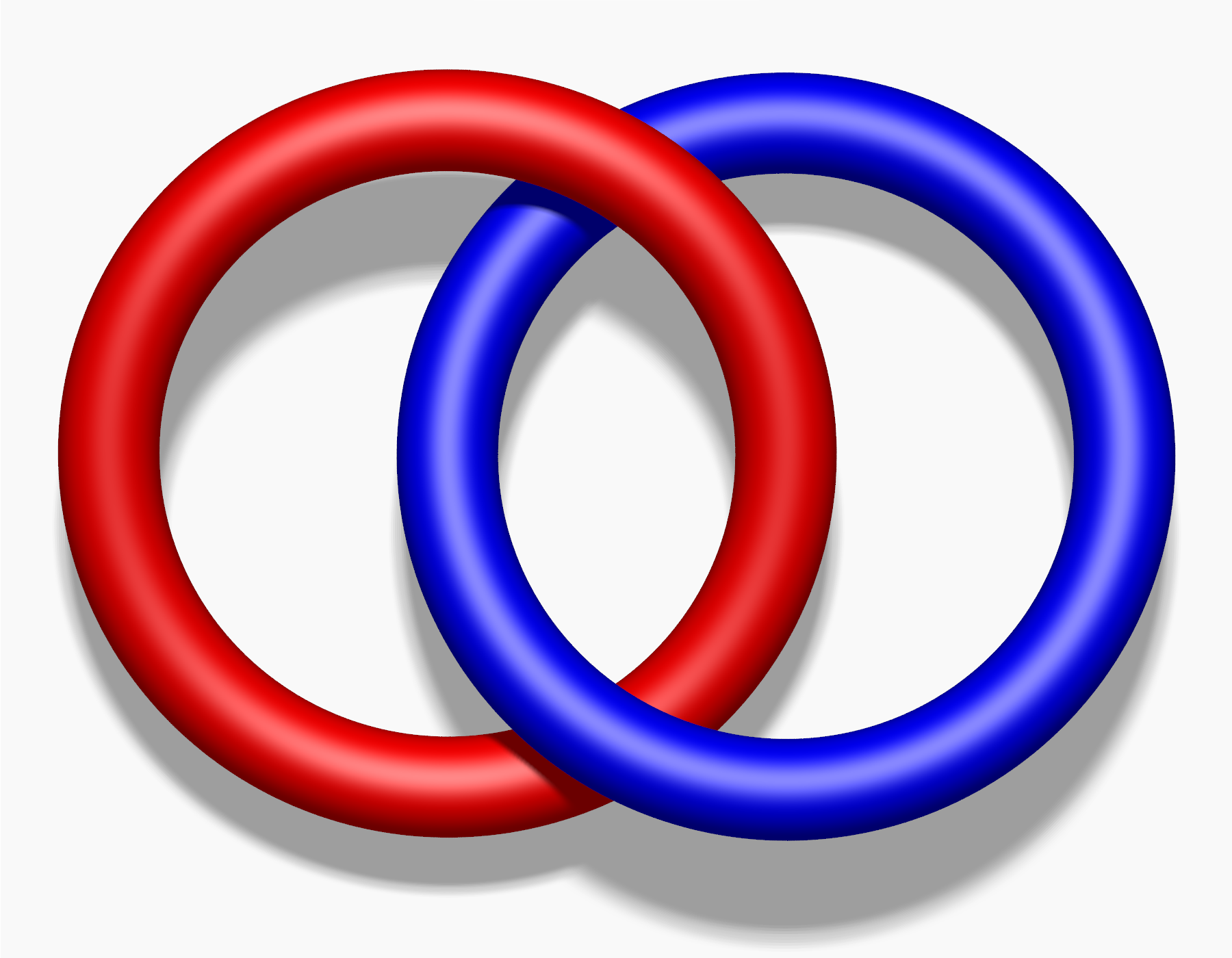
Eslabón de Hopf

En teoría de nudos matemática, el eslabón de Hopf es el enlace no trivial más simple con más de un componente. Consiste en dos circunferencias enlazadas entre sí exactamente una vez, y lleva el nombre de Heinz Hopf.

## Realización geométrica
Un modelo concreto consta de dos circunferencias en planos perpendiculares, cada una de las cuales pasa por el centro de la otra. Este modelo minimiza la longitud de soga del eslabón y hasta 2002 el eslabón de Hopf era el único eslabón del que se conocía la longitud de soga. La envolvente convexa de estos dos círculos forma una figura llamada oloide.

## Propiedades
Dependiendo de las orientaciones relativas de los dos componentes, el índice de ligazón del enlace Hopf es ±1.
El eslabón de Hopf es un (2,2)-enlace tórico con el grupo de trenzas
{\displaystyle \sigma _{1}^{2}.\,}
El complemento de nudo del eslabón de Hopf es R × S1 × S1, un cilindro sobre un toroide. Este espacio tiene una geometría localmente euclídea, por lo que el eslabón de Hopf no es un enlace hiperbólico. El grupo de nudo del eslabón de Hopf (el grupo fundamental de su complemento) es Z2 (el grupo abeliano libre de dos generadores), lo que lo distingue de un par de bucles no enlazados que tiene el grupo libre de dos generadores como su grupo.
El eslabón de Hopf no es tricoloreable: no es posible colorear los hilos de su diagrama con tres colores, de modo que se usen al menos dos de los colores y que cada cruce tenga uno o tres colores presentes. Cada eslabón tiene solo un hilo, y si a ambos hilos se les da el mismo color, entonces solo se usa un color, mientras que si se les dan colores diferentes, los cruces tendrán dos colores presentes.

## Fibración de Hopf
La fibración de Hopf es una función continua desde una 3-esfera (una superficie tridimensional en un espacio euclídeo de cuatro dimensiones) sobre una 2-esfera más familiar, con la propiedad de que la imagen inversa de cada punto en la esfera bidimensional es una circunferencia. Así, estas imágenes descomponen la 3-esfera en una familia continua de circunferencias, y cada dos circunferencias distintas forman un eslabón de Hopf. Esta fue la motivación de Hopf para estudiar el eslabón de Hopf: debido a que cada dos fibras están unidas, la fibración de Hopf es una fibración no trivial. Este ejemplo inició el estudio de los grupos de homotopía de esferas.

## Biología
El eslabón de Hopf también está presente en algunas proteínas. Consta de dos bucles covalentes, formados por piezas de protein backbone, cerradas con disulfide bonds. La topología del enlace de Hopf está altamente conservada en las proteínas y aumenta su estabilidad.

## Historia
El eslabón de Hopf lleva el nombre del topólogo Heinz Hopf, quien lo consideró en 1931 como parte de su investigación sobre la fibración de Hopf. Sin embargo, el eslabón ya aparecía en los cuadernos matemáticos de Carl Friedrich Gauss antes del trabajo de Hopf. También se ha utilizado durante mucho tiempo fuera de las matemáticas, por ejemplo, como emblema del Shingon-shu Buzan-ha, una secta budista japonesa fundada en el siglo XVI.

## Galería

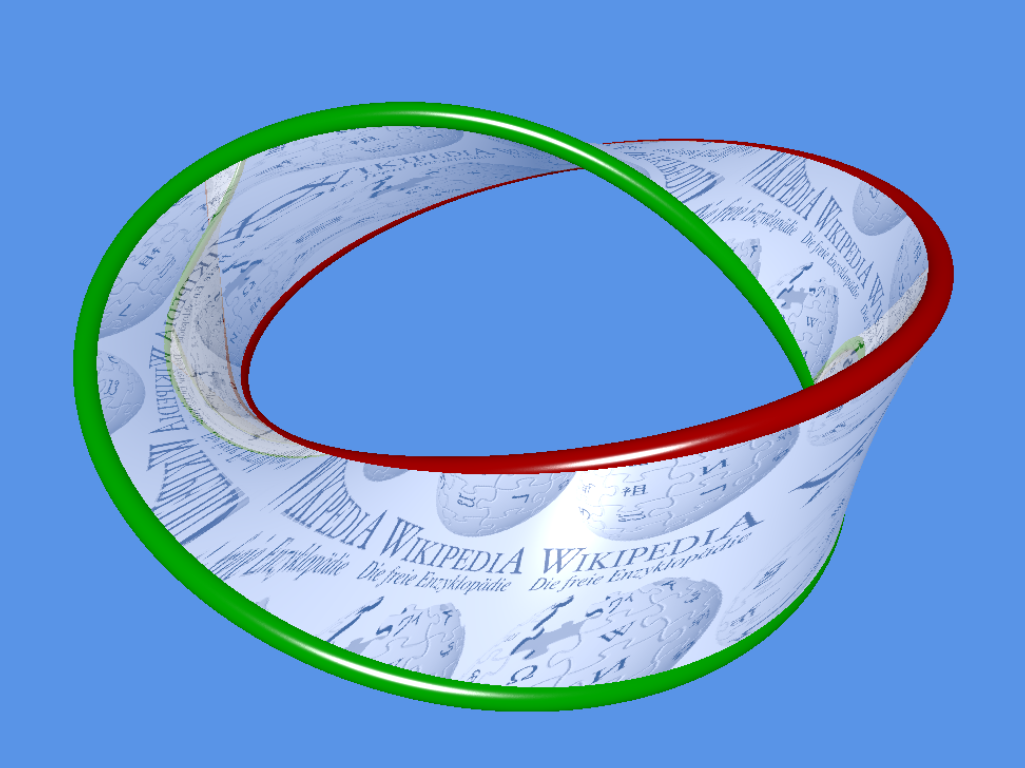
Un eslabón de Hopf abarcado por un anillo
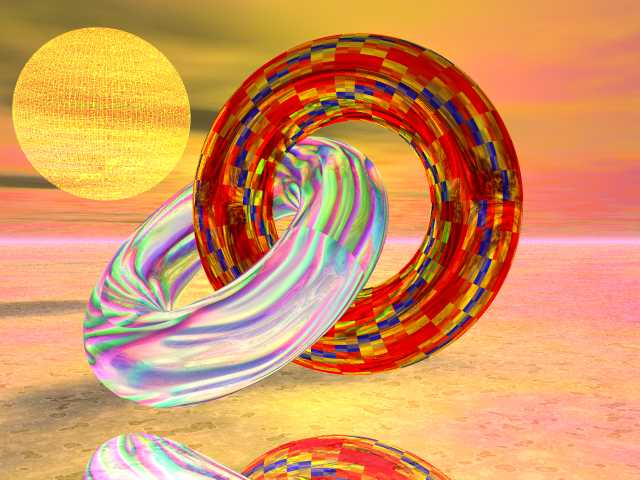
Una ilustración artística generada mediante computadora del eslabón de Hopf
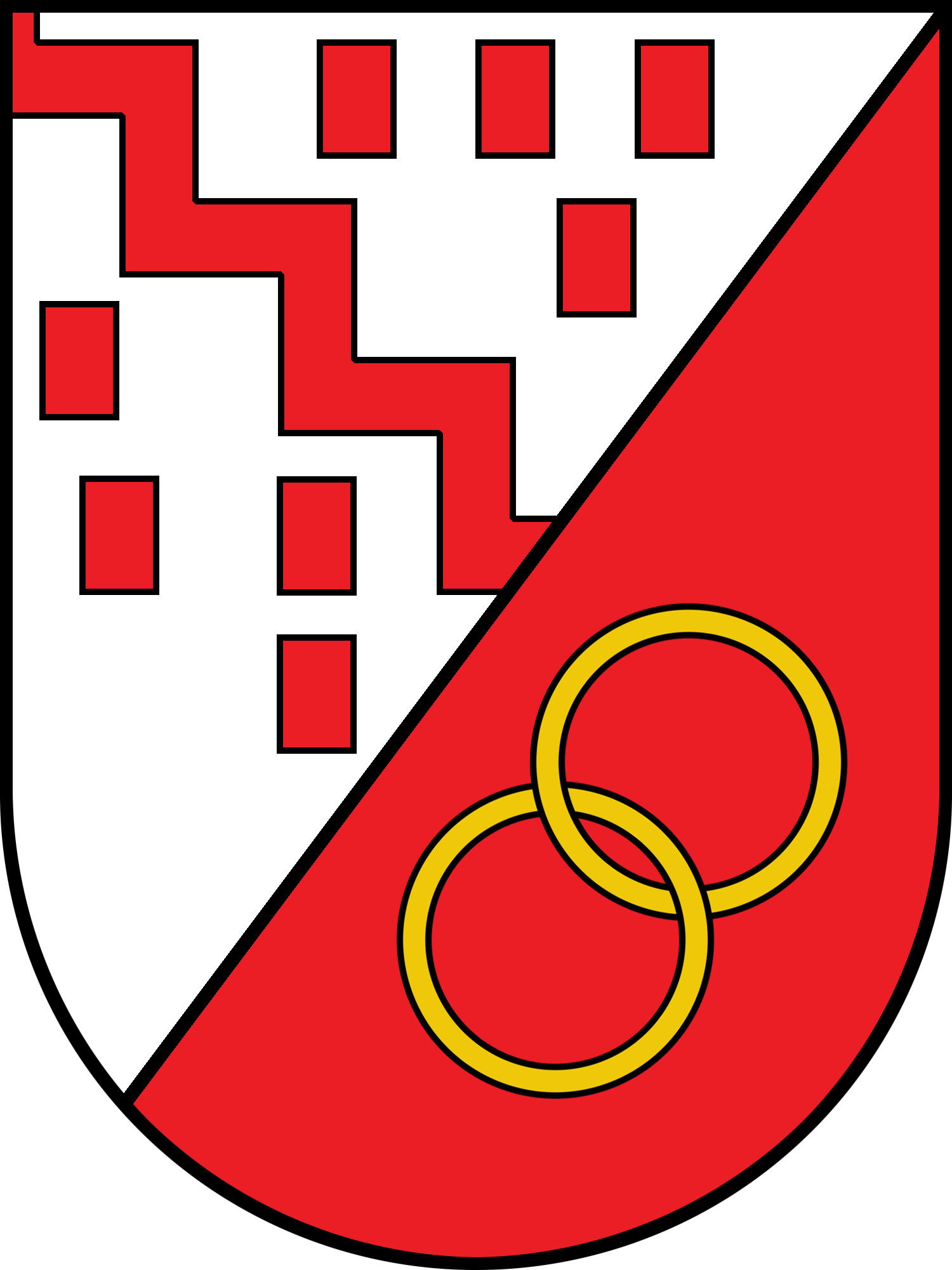
Como parte de un escudo de armas
Emblema japonés de los Mom
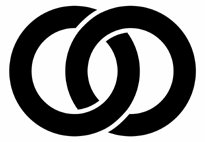
Emblema de la secta budista Shingon-shu Buzan-ha